# Tsing Ma-bron
Tsing Ma-bron (青馬大橋) i Hongkong var världens näst längsta hängbro när den byggdes. Bron är uppkallad efter öarna Tsing Yi och Ma Wan. Huvudspannet är 1 377 meter långt och har två våningar. På den översta finns sex körbanor för personbilar och på den nedersta finns dubbla järnvägsspår och två körbanor för lastbilar. Bron är 41 meter bred och pylonerna är 206 meter höga.

Broar i Hongkong, 2010.

Tsing Ma-bron är en del av Lantau Link, som knyter samman Hongkong med Chek Lap Kok, där Hongkongs internationella flygplats ligger.